# Zahvat
Zahvat, na japanskom katame-waza (固め技 "tehnika hvatanja"), je borilačka tehnika koja se najčešće koristi u raznim hrvačkim borilačkim športovima kao što su: džudo, hrvanje, džiju-džicu, aikido, hapkido, shuai-jiao, sambo i tome slične vještine borbe.
Zahvati se uglavnom koriste za kontrolu protivnika i napredovanje u bodovima ili pozicioniranju. 
Zahvati se mogu kategorizirati prema njihovoj funkciji, ili prema anatomskom učinku:
- Klinč – zahvat držanja protivnika u uspravnom položaju.
- Zahvat držanja – sputavanje protivnika na tlu.
- Poluga – zahvat koji uključuje manipulaciju i bolno istezanje ili izvrtanje protivnikovih zglobova, kako bi ga se primoralo na predaju borbe (poluga na ruci, nozi, vratu, kralježnici, prstima itd).
- Gušenje – zahvat koji kritično smanjuje ili sprječava dotok zraka i/ili krvi u mozak, pritiskom na vrat, kako bi se blokirali dišni kanali ili krvne žile.
- Zahvati kompresije – zahvati koji uzrokuju jaku bol pritiskom mišića na kost, stezanjem tetiva i stiskanjem ligamenata.

## Vanjske poveznice
- Free Jiu-Jitsu and Submission Grappling Videos  Arhivirana inačica izvorne stranice od 11. listopada 2007. (Wayback Machine)
- The Subtle Science of the Muay Thai Clinch By Roberto Pedreira Uključuje slike uobičajenih muay thai klinč zahvata.
- Lessons in Wrestling and Physical Culture, a scan of the 1912 correspondence course from Martin 'Farmer' Burns.
- List of Submissions for MMA  Arhivirana inačica izvorne stranice od 11. srpnja 2007. (Wayback Machine) Hrvački zahvati koji se koriste u MMA-u. Svaki zahvat povezan je s videozapisima i uputama korak po korak.
- categorized judo techniques on video – Tournaments, champions, Olympics etc.
- Mixed Martial Arts Search Engine  Arhivirana inačica izvorne stranice od 17. svibnja 2023. (Wayback Machine) A search engine covering all things exclusive to MMA.
- MMA Training Free MMA Training help and advice.
- MMM Submission Moves  Arhivirana inačica izvorne stranice od 8. ožujka 2018. (Wayback Machine) 10 Submission Moves For MMA Athlets.
- Female Wrestling Channel Rules Competitive Female Wrestling Pin and Submission Rules at the Female Wrestling Channel
- Free book focusing on the mount position